# Anarosaurus
Anarosaurus es un género extinto de pachyplesiosaurios que vivió en el periodo Triásico medio (Anisiense) y se ha encontrado en la Formación Jena y la Formación Karlstadt en Alemania y en la cantera Winterswijk (Muschelkalk) en los Países Bajos. Se conocen dos especies A. pumilio (especie tipo) y A. heterodontus. El holotipo de A. pumilio se alojó originalmente en el Institut und Museum fur Geologie und Palaontologie, Georg-August-Universitat, Gottingen, pero ya no se puede ubicar hoy porque se perdió o destruyó durante la Segunda Guerra Mundial.